# Vindafjorden
Le Vindafjorden (en anglais : Vinde Fjord ou Vinda Fjord,) est un fjord du comté de Rogaland, en Norvège. Le fjord est long de 30 kilomètres. Il est une branche nord du Boknafjord principal. Le fjord marque les limites des municipalités de Vindafjord, Suldal et Tysvær. Le fjord s’étend d’abord de l’isthme très étroit de Ropeid à l’ouest, et près du village de Vikedal, le fjord se dirige vers le sud avant de se vider dans le Boknafjord près du village de Nedstrand. Il y a deux fjords plus petits qui se ramifient en amont du Vindafjorden. Ce sont le Sandeidfjorden (au nord) et le Yrkjefjorden (à l’ouest). La partie la plus profonde du fjord atteint environ 580 mètres sous le niveau de la mer, juste au large de la côte de l’église d'Imsland,.